# Devínska Kobyla
Der Devínska Kobyla (deutsch: Thebener Kogel) ist ein Kalkberg in Bratislava in der Slowakei. Er ist Teil der Kleinen Karpaten, ist 514 m hoch und bildet mit dem gegenüber in Österreich gelegenen Braunsberg die Thebener Pforte. In der Nähe befinden sich die Flussläufe der Donau und der March sowie die Burg Devín. Vom Gipfel hat man eine herrliche Aussicht nach Österreich, in die Umgebung Bratislavas und nach Ungarn. Der Devínska Kobyla ist gleichzeitig namensgebend und der höchste Berg eines Teils der Kleinen Karpaten, der Devínske Karpaty. Die Umgebung des Berges steht als Nationales Naturreservat Thebener Kogel unter Naturschutz.
Am 15. Juli 2020 wurde am Berg ein neuer Aussichtsturm feierlich eröffnet. Er ist 21 m hoch, hat 112 Treppenstufen und ähnelt äußerlich der Gestalt einer Gottesanbeterin.

## Flugabwehrraketenstützpunkt

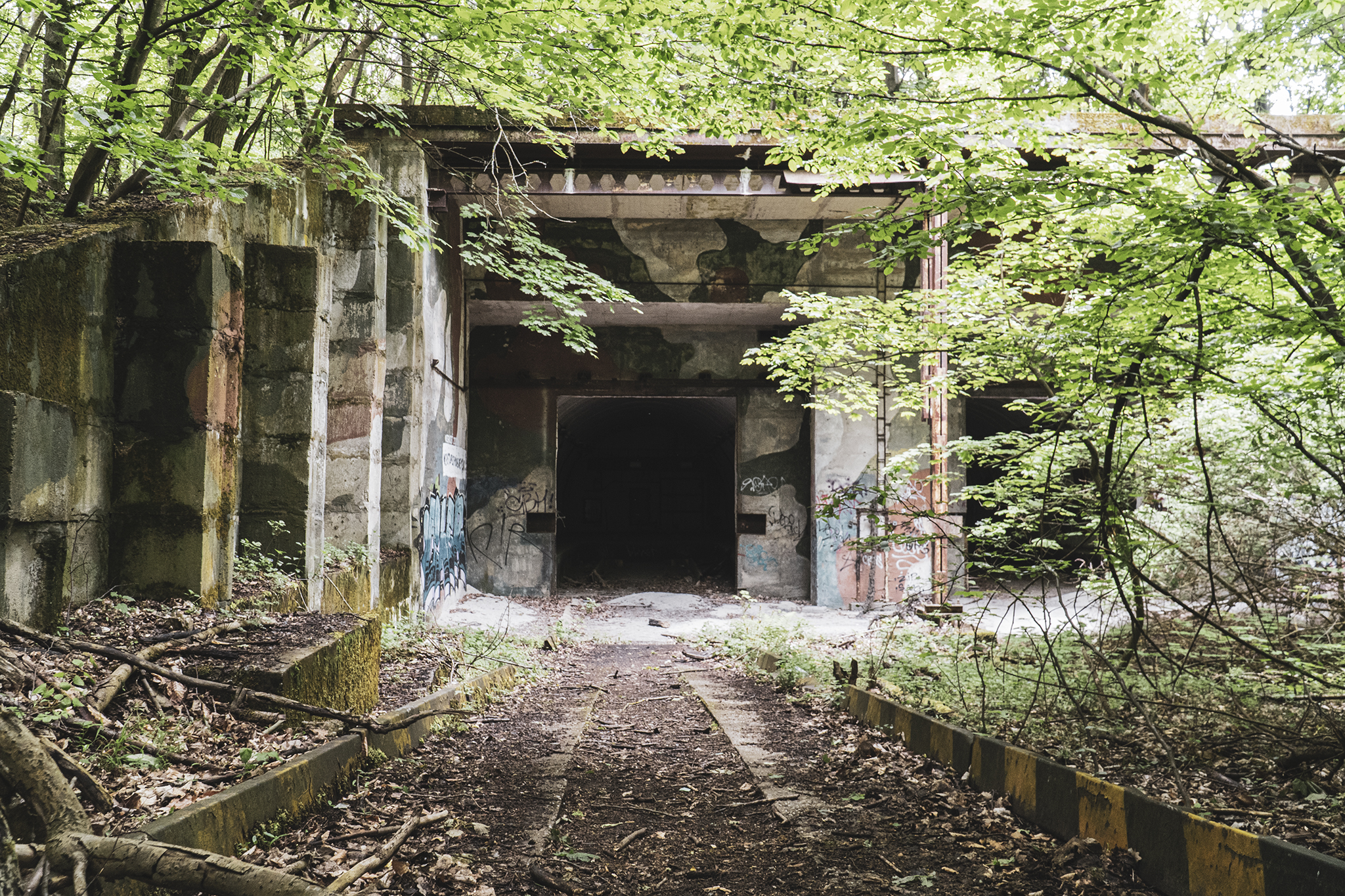
Ein Bauobjekt des ehemaligen Luftabwehrraketenstützpunkts

Auf dem Berg wurde von 1979 bis 1983 im Rahmen der Grenzbefestigungen der Tschechoslowakei im Kalten Krieg ein Flugabwehrraketenstützpunkt errichtet. Offiziell wird das Gelände als RTH Devínska Kobyla bezeichnet, wobei die Kürzel RTH für den Ausdruck rádiotechnická hláska protivzdušnej obrany štátu, deutsch Radiotechnische Meldestelle der Luftabwehr des Staates, steht. Hier war die 186. Raketenbrigade der Tschechoslowakischen Volksarmee stationiert, die Ausrüstung des Stützpunkts bestand aus 16 Raketen des Typs S-125 Newa, die in Vierergruppen in vier großen Stahlbetonbunkern verborgen waren, dazu gab es vier Abschussrampen. Das Gelände hatte insgesamt 20 Bauobjekte und die Garnison umfasste 140 Soldaten. Es wurde noch bis in die Mitte der 1990er Jahre genutzt und bis 2000 überwacht, danach erklärte das Verteidigungsministerium den Stützpunkt für überflüssig. Nach der Abschiebung aller Waffen stehen Bauobjekte im ehemaligen Stützpunkt leer, sind aber weiterhin unter der Verwaltung der Armee.

## Sandberg
Am Westhang des Berges, unweit von Devínska Nová Ves, befindet sich der Sandberg. In den rund 15 Millionen Jahre alten Gesteinsschichten aus dem Tertiär wurden Fossilienreste von über 300 Tierarten gefunden. Der abgedeckte Sand am Gipfel der Erhebung macht den Sandberg zu einer landschaftlichen Besonderheit. 

## Bilder

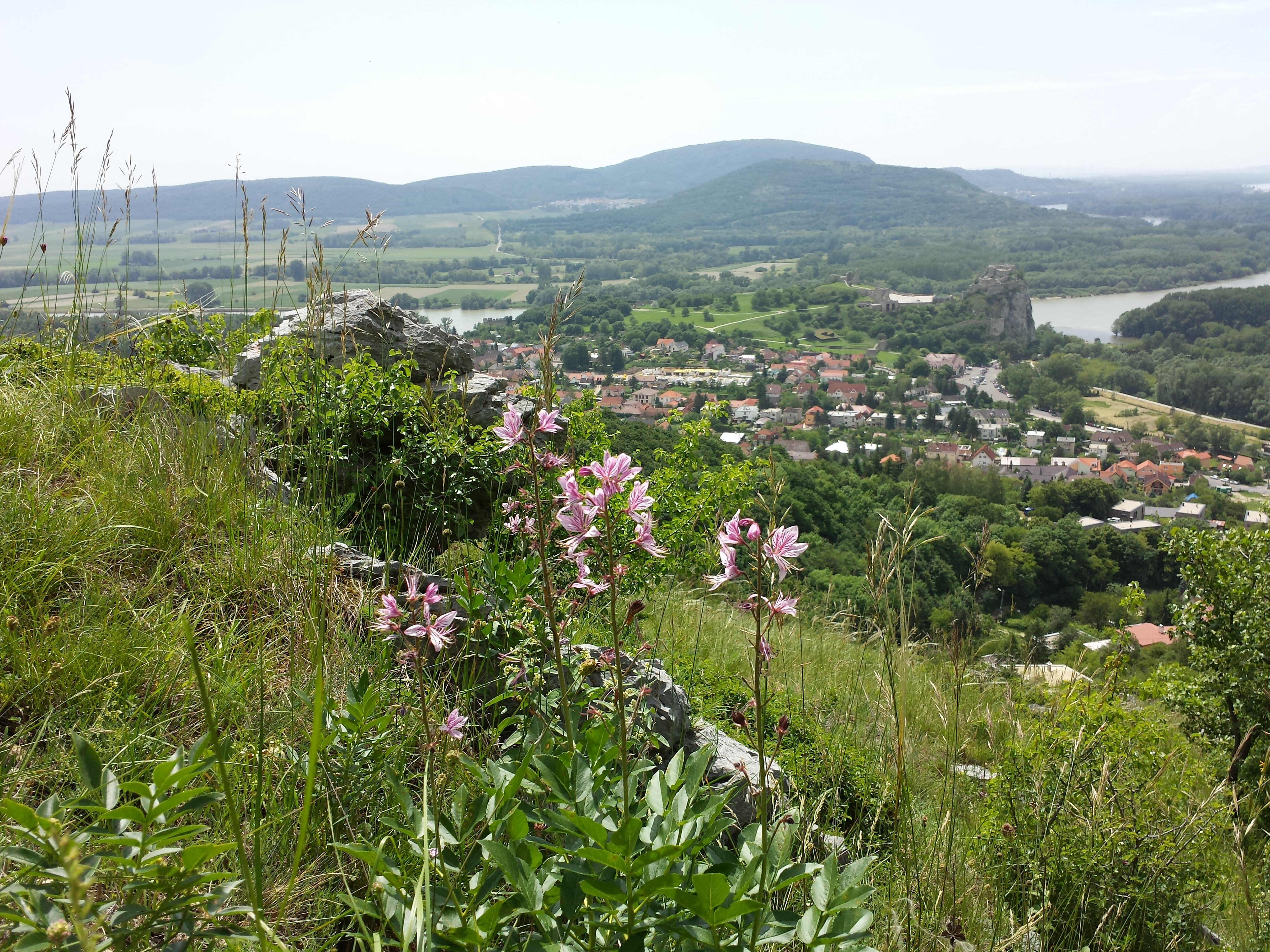
Blick vom Devínska Kobyla auf Devín, die Burg Devín, die Donau und den bereits in Österreich gelegenen Braunsberg. Im Vordergrund blühender Diptam (Dictamnus albus).
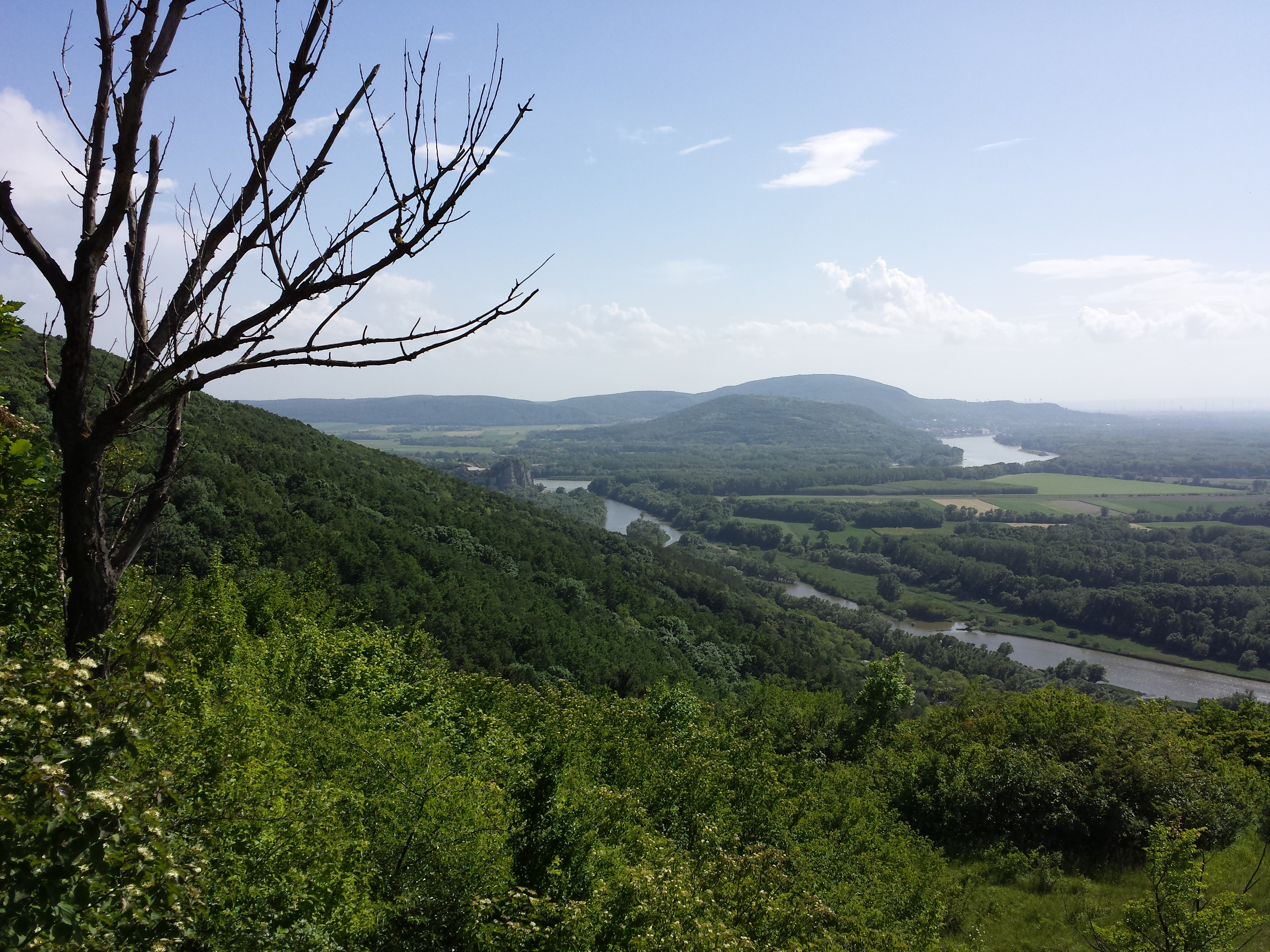
Blick vom Devínska Kobyla Richtung Braunsberg und die Hundsheimer Berge. Rechts die March, welche bei der Burg Devín in die Donau mündet.
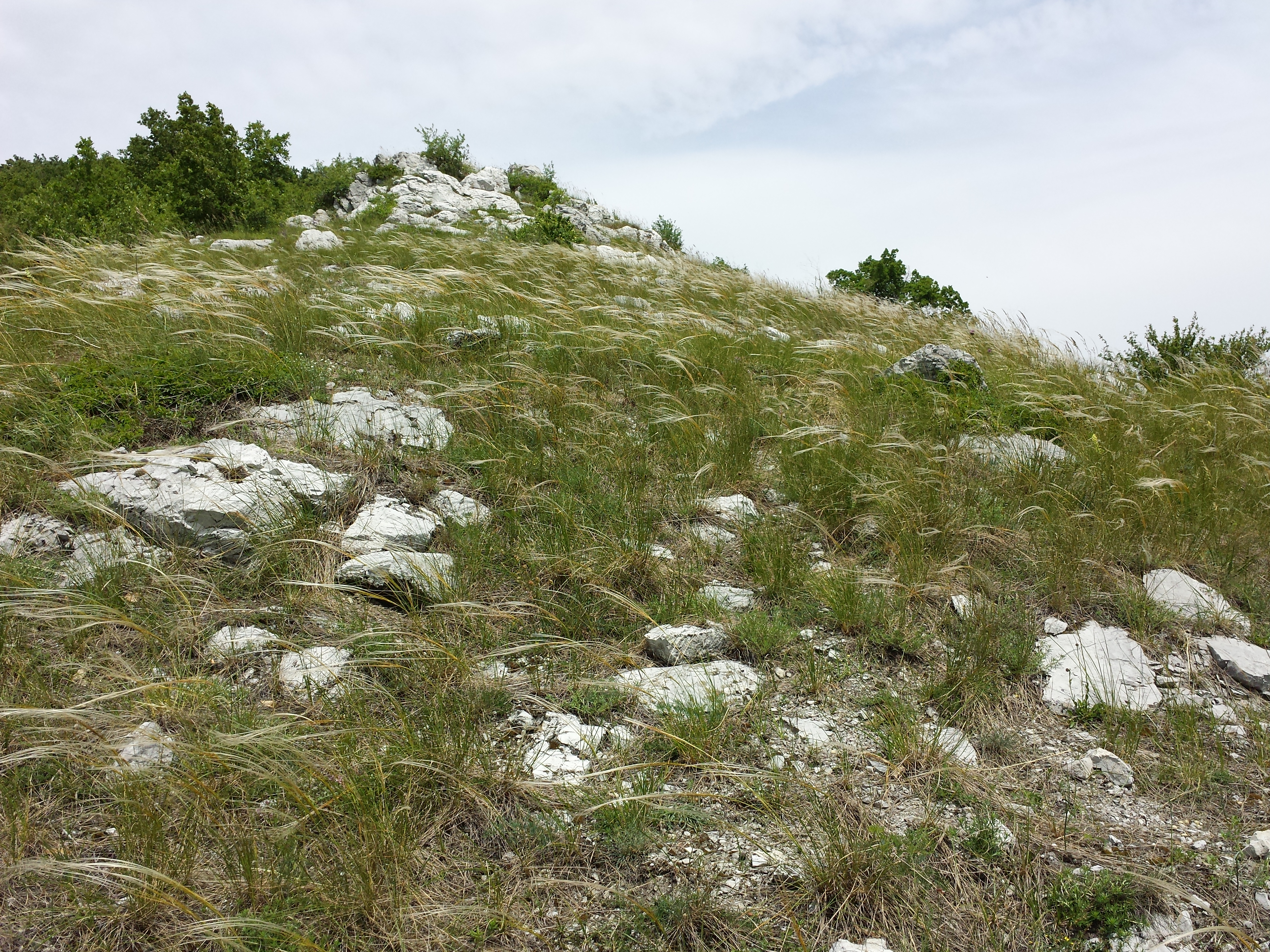
Felssteppe mit fruchtendem Federgras (Stipa pennata agg.) auf der Südseite des Devínska Kobyla.
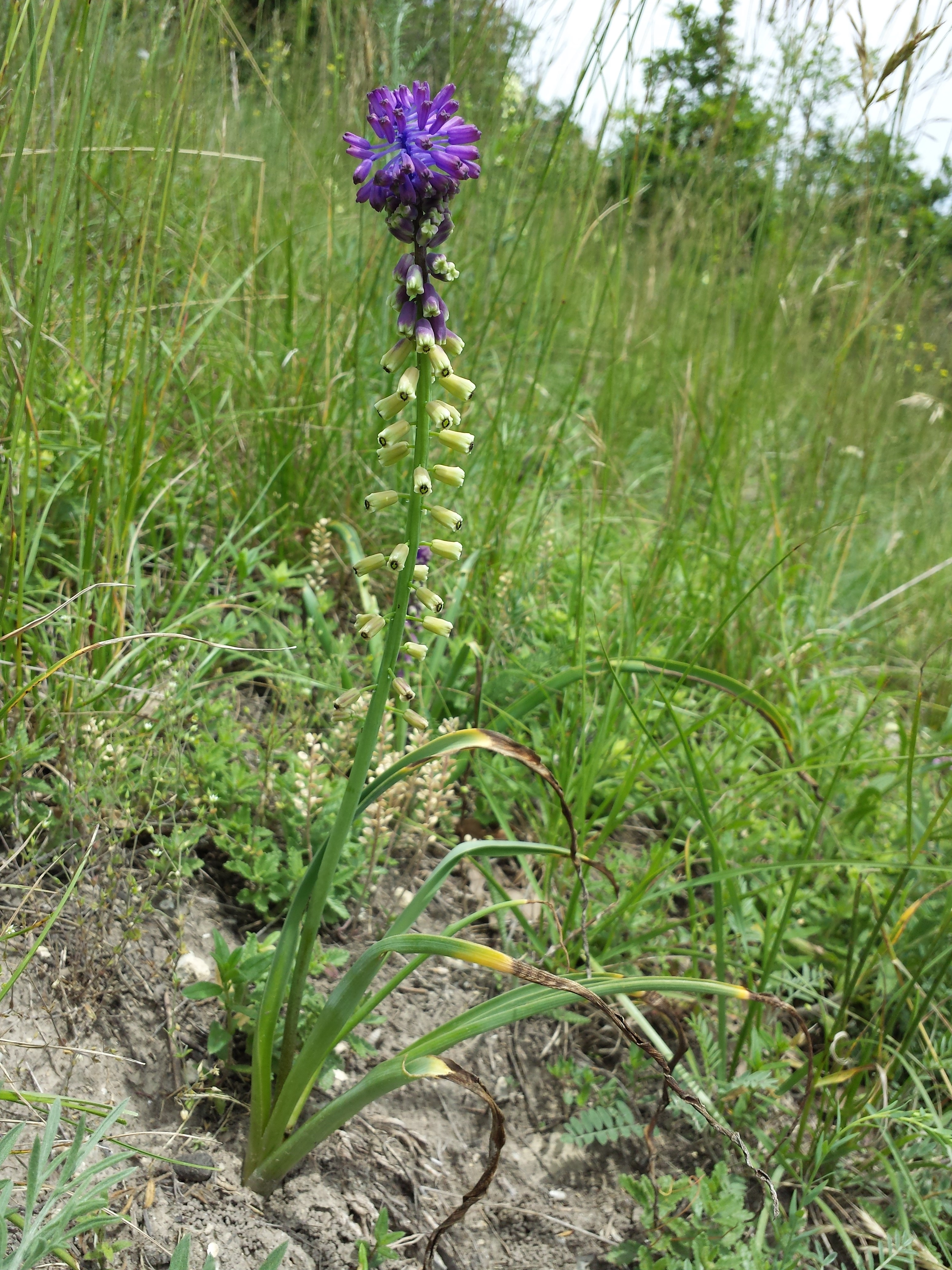
Vorkommen der seltenen Schmalblüten-Traubenhyazinthe (Muscari tenuiflorum) auf einem Trockenrasen am Südabhang des Devínska Kobyla.
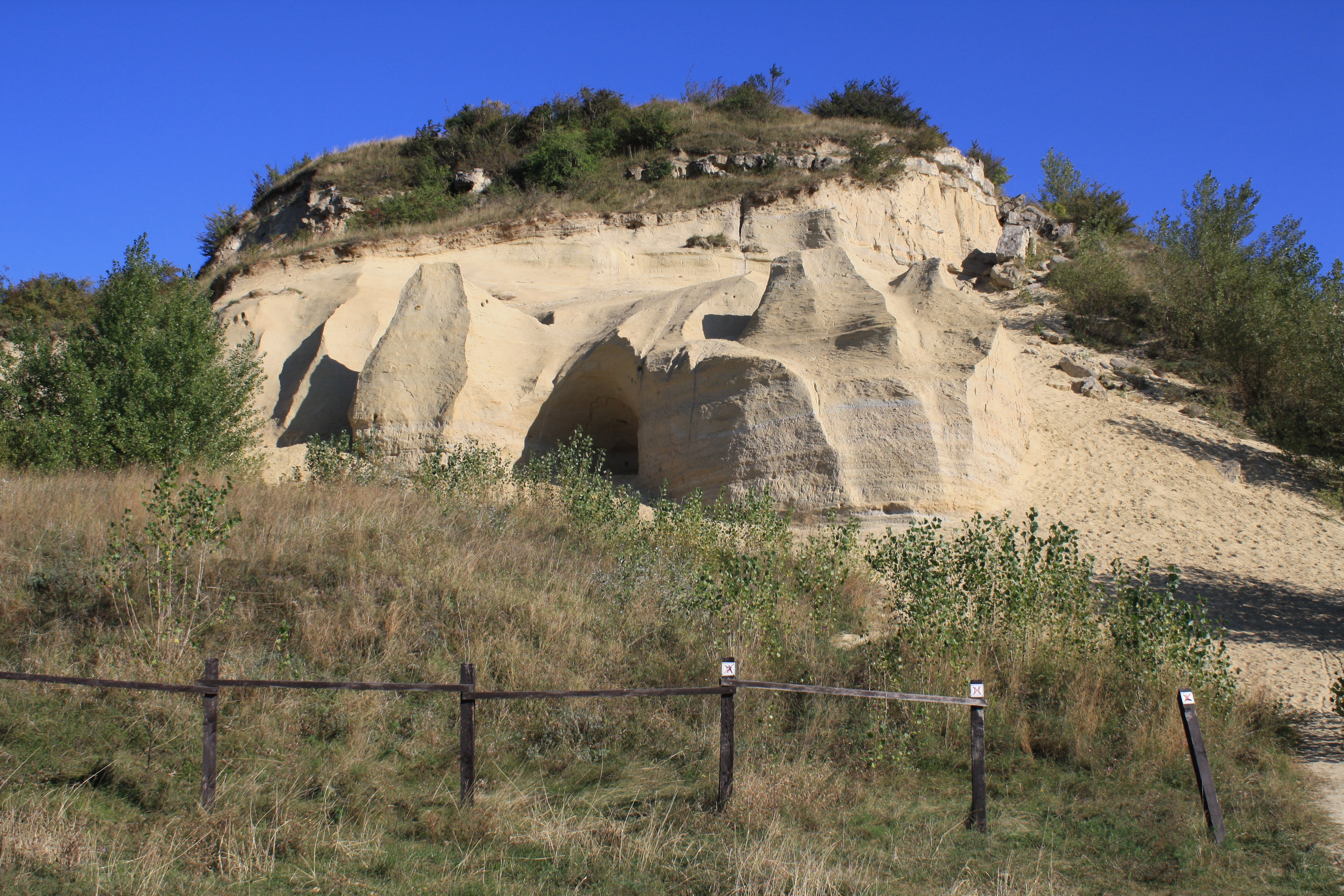
Sandberg am Nordwesthang des Devínska Kobyla
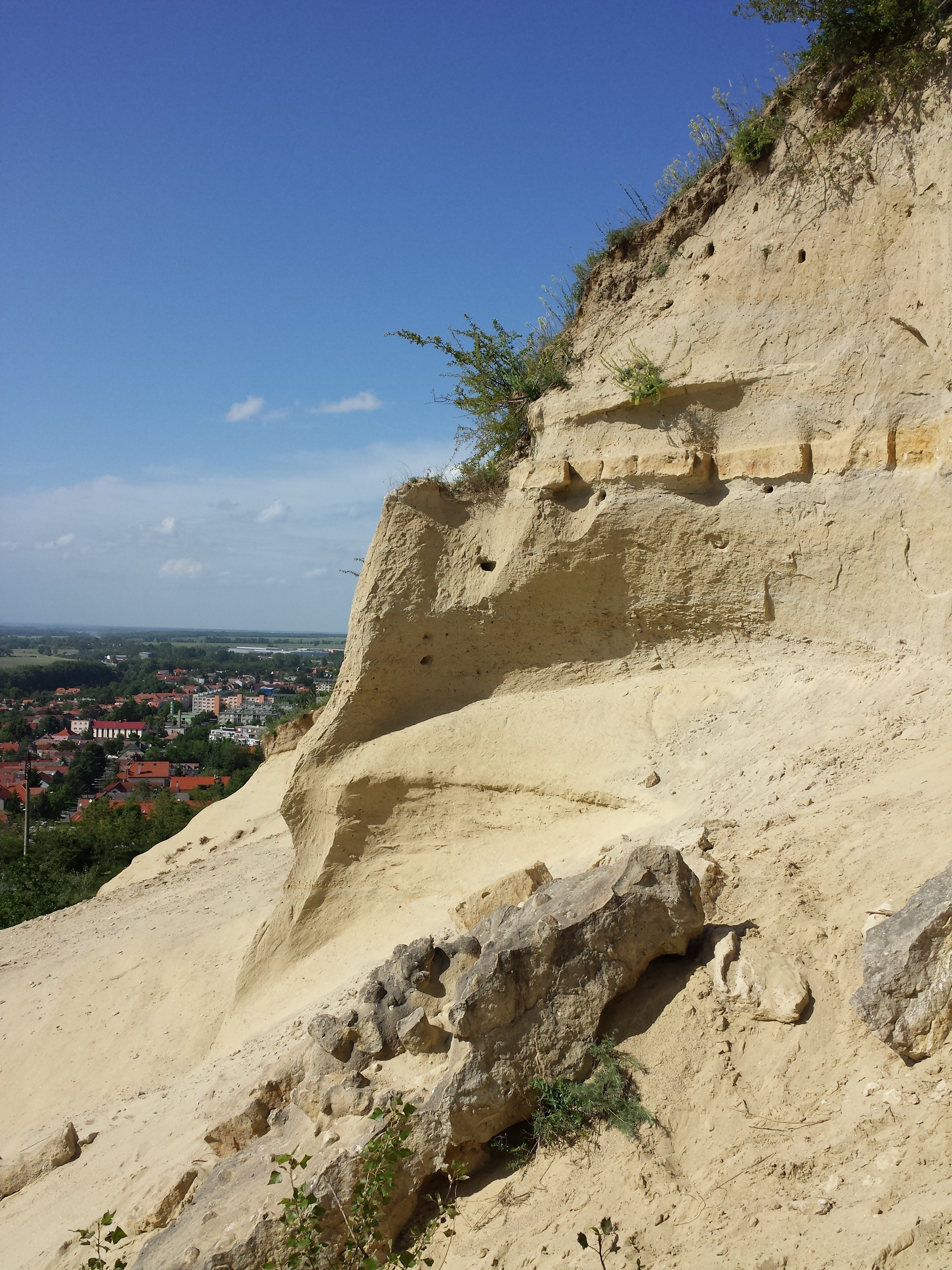
Gesteinsaufschluss am Sandberg, im Hintergrund Devínska Nová Ves